# Analiza pięciu sił Portera

Model pięciu sił Portera

Analiza pięciu sił Porter, także model pięciu sił Portera – metoda analizy i oceny natężenia sił konkurencyjnych w sektorze, przedstawiona przez Michaela Portera w 1979 roku.

## Opis
Analiza pięciu sił jako jedna z metod analizy sektorowej stanowi część analizy strategicznej wykorzystywanej w procesie formułowania strategii organizacji. Zgodnie z jej założeniami atrakcyjność (zyskowność) sektora wynika z różnego kształtowania się w nim tzw. pięciu sił:
- rywalizacji w sektorze między konkurentami (natężenia walki konkurencyjnej wewnątrz sektora),
- siły przetargowej (oddziaływania) nabywców,
- siły przetargowej (oddziaływania) dostawców,
- groźby pojawienia się nowych konkurentów,
- groźby pojawienia się substytutów.

Co do zasady, im mocniejsza jest siła, tym silniej będzie wpływała na ceny i/lub koszty, co z kolei będzie powodowało spadek atrakcyjności sektora dla działających w nim przedsiębiorstw.
Siła pięciu sił jest różna w różnych sektorach. Ponieważ wraz z upływem czasu niektóre lub wszystkie siły się zmieniają, zmieniają się również struktura i zyskowność sektora. Pozycja przedsiębiorstwa wobec pięciu sił nie jest więc stała.
Model Portera ułatwia usystematyzowanie i uporządkowanie sposobu patrzenia przez kierownictwo organizacji na sektor i otoczenie konkurencyjne. Ponieważ ujmuje relacje, które mają podstawowe znaczenie w każdej działalności gospodarczej (między kupującymi i sprzedającymi, sprzedającymi i dostawcami, między konkurentami oraz między popytem i podażą) może być stosowany do analizy wszystkich sektorów.